# Biblos
Biblos (βύβλος) é o nome grego da cidade portuária fenícia de Gubla (ou Gebal). Era conhecida pelos antigos egípcios como Kbn e, mais tarde, Kpn. Embora continue a ser denominada de Biblos pelos investigadores (sobretudo em referência a épocas passadas), a cidade é agora conhecida pelo nome árabe Jubayl (جبيل), o qual também tem origem na forma cananita Gubla. Supõe-se ter sido ocupada pela primeira vez entre 8800 e 7000 AC.
Aparentemente, era através de Biblos/Gubla que o «papiro egípcio» (βύβλος) era importado para a Grécia, pelo que tanto a planta como os «rolos» ou «livros» a partir dela fabricados receberam o seu nome. É também daqui que surge o nome da Bíblia (do grego βιβλία, «livros»).
Biblos situa-se na costa mediterrânica do atual Líbano, a 42 quilômetros de Beirute. É um foco de atração para arqueólogos devido às fases sucessivas de vestígios arqueológicos resultantes de séculos de ocupação humana. Em 1860, o escritor francês Ernest Renan iniciou uma escavação no local, mas não ocorreu qualquer investigação arqueológica sistemática até 1920.
Segundo o filósofo e historiador Fílon de Alexandria, Biblos era famosa por ser a mais antiga cidade do mundo. O local foi povoado primeiramente durante o período Neolítico, por volta de 5 000 a.C.. As primeiras características urbanas datam do III milénio a.C., como indicam os restos de casas edificadas com um tamanho uniforme. É a partir deste período que a sociedade cananita local começa a complexificar-se.

## Airã

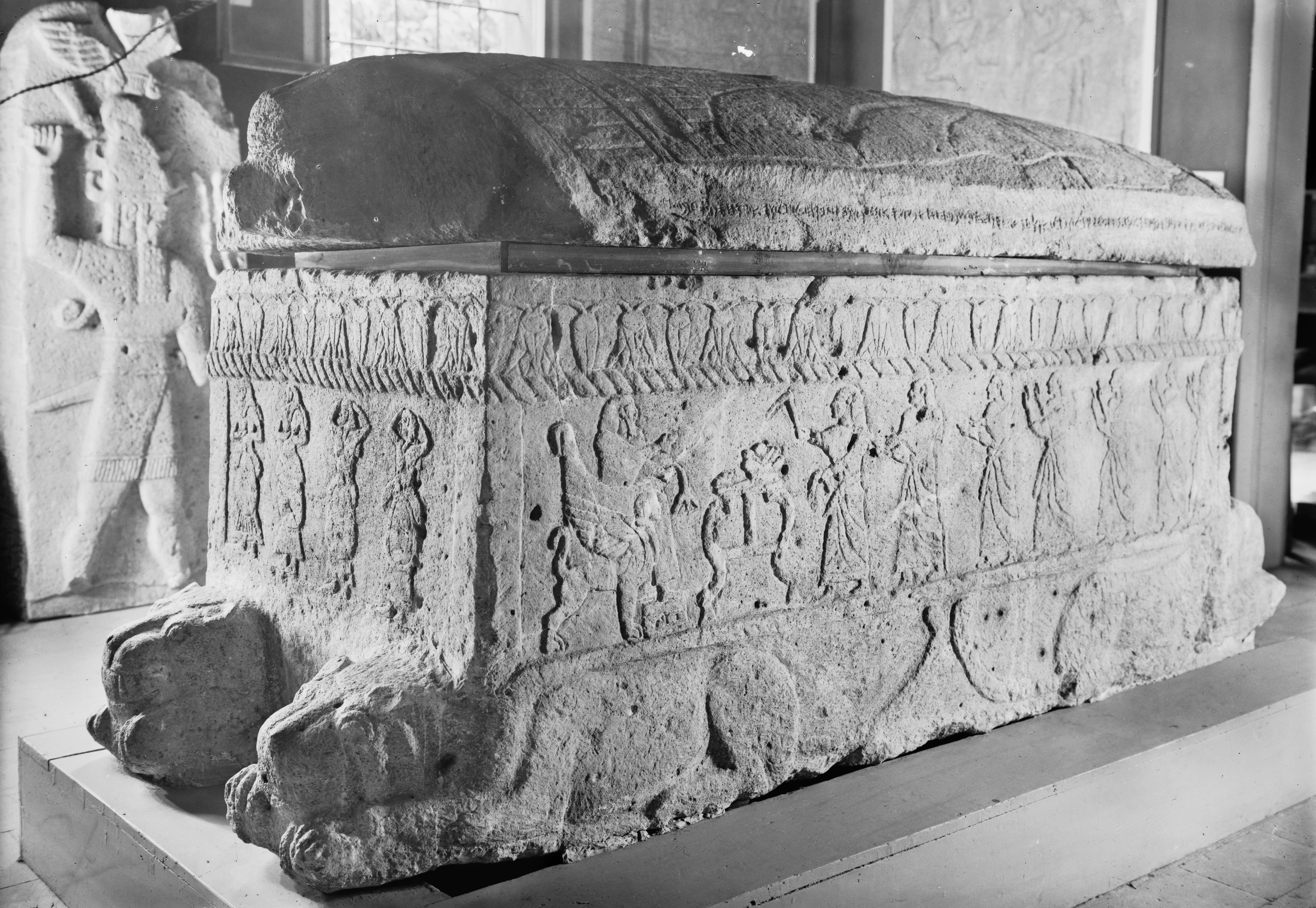
Sarcófago de Airã, hoje no Museu Nacional de Beirute

Por volta de 1 200 a.C., uma prova arqueológica de Biblos mostra aquilo que seria um alfabeto de vinte e dois caracteres; um exemplo importante destas inscrições é o sarcófago do rei Airã. Um dos monumentos mais importantes deste período é o templo de Rexefe, um deus cananeu da guerra, mas este ruiu na época do governo heleno e da chegada de Alexandre, o Grande em 332 a.C.. A moeda já era utilizada, e há vestígios evidentes de comércio com outras cidades mediterrânicas.
Durante o período Romano, o templo de Rexefe foi afincadamente reconstruído, e a cidade, embora menor do que vizinhas suas como Tiro e Sidom, era um centro do culto a Adónis. No século III, foi edificado um teatro pequeno mas impressionante. A chegada do Império Bizantino fez com que se estabelecesse um lugar episcopal em Biblos e a cidade cresceu rapidamente. Embora se saiba que uma colónia Persa se tenha estabelecido na região a seguir à conquista Muçulmana (636), as provas arqueológicas são escassas. O comércio com o resto da Europa esmoreceu por completo, e a prosperidade não se faria mais notar em Biblos até que as Cruzadas regressassem em 1098.
Biblos, sob o nome de Gibelet ou Giblet, foi uma base militar importante durante o século XI, e os imponentes restos do seu castelo das Cruzadas está entre as mais espectaculares estruturas actualmente visíveis  no seu centro. A cidade foi tomada por Saladino em 1187, retomada pelos Cruzados e eventualmente conquistada por Baibars em 1266. As suas fortificações foram subsequentemente restauradas. Desde 1516, a cidade e toda a região caíram sob o domínio turco e fizeram parte do Império Otomano.